# Bohemians Chess Club
Bohemians Chess Club – szkocki klub szachowy z Glasgow, zdobywca Richardson Cup w 1949 roku.

## Historia
Klub został założony w 1905 roku i w tym samym roku zadebiutował w Spens Cup, gdzie w drugiej rundzie odpadł z Falkirk Chess Club. Na początku działalności liczył około 60 członków, a w 1907 roku liczba ta wynosiła około 100. W 1907 roku po raz pierwszy wygrał Spens Cup, dokonując tego jeszcze w latach 1924, 1929, 1937 i 1948. W latach 1931, 1932, 1934, 1937, 1947 i 1950 zespół wygrał pierwszą dywizję ligi Glasgow. W 1949 roku jedyny raz zespół zdobył Richardson Cup, pokonując w finale Glasgow Chess Club 4,5:2,5. Klub zakończył działalność pod koniec lat 50.; ostatni mecz ligowy rozegrał w 1954 roku, a w Richardson Cup ostatni raz wystąpił w 1957 roku.